# Ceheng
Ceheng (册亨县; Pinyin: Cèhēng Xiàn) ist ein chinesischer Kreis in der Provinz Guizhou. Er gehört zum Verwaltungsgebiet des autonomen Bezirks Qianxinan der Bouyei und Miao. Der Kreis Ceheng hat eine Fläche von 2.608 km² und zählt 186.900 Einwohner (Stand: Ende 2018). Sein Hauptort ist die Großgemeinde Zhelou (者楼镇).